# Suzanne Lucie Mansuy
Suzanne Lucie Mansuy, née le 9 avril 1874 à Paris où elle est morte le 14 octobre 1938, est une peintre française.

## Biographie
Lucie Julie Mansuy est la fille du graveur Jules Mansuy (1838-1902) et de la peintre Marie Lucie Dotin.
Élève de sa mère, de Metzmacher et de Popelin, elle expose au Salon des artistes français à partir de 1895. Elle prend le nom d'artiste de Suzanne Lucie Mansuy.
C'est une miniaturiste et une enlumineuse.
Au salon de l'Union des femmes peintres et sculpteurs, elle remporte le prix Ocampo d'art décoratif en 1914.
Elle meurt célibataire à l'âge de 64 ans à l'hôpital Saint-Michel. Elle est inhumée le 17 octobre 1938 au cimetière de Belleville.

## Œuvres exposées aux Salons parisiens
- Le mois de juin, Sainte Famille, Liseuse, Fleurs, Tête de femme, Portrait de Mlle A. D…, au Salon de 1895, 6 miniatures
- Sully, au Salon de 1896, émail
- Deux portraits ; miniatures	1896, miniatures
- Une miniature, au Salon de 1897
- Cinq miniatures, au Salon de 1898
- Deux miniatures, au Salon de 1900
- Une vitrine contenant des émaux de Limoges, au Salon de 1908
- Une vitrine d'émaux de Limoges, au Salon de 1909
- Profil de femme, au Salon de 1910, étude miniature
- Une vitrine d'émaux de Limoges, au Salon de 1910
- Travail pressé, au Salon de 1911, miniature
- Fillette jouant du violon, au Salon de 1912, miniature
- Femme d'Orient, au Salon de 1913, miniature
- Portrait de Mme Delafosse, au Salon de 1914, miniature

## Galerie d'œuvres

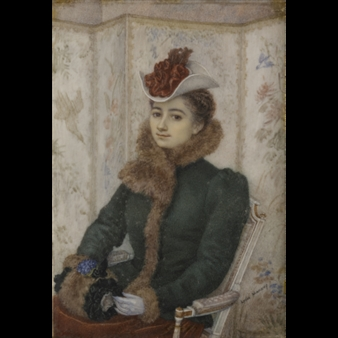
Portrait de jeune fille (miniature sur ivoire).
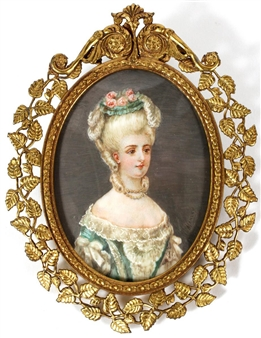
Portrait de Dame (aquarelle miniature).